# How We Do (Party)
Singles de Rita Ora
Hot Right Now
(2012) R.I.P.
(2012)
How We Do (Party) est une chanson de l'artiste britannique Rita Ora sortie le 20 mars 2012 en tant que premier single de son premier album studio, Ora. La chanson a été écrite par Victor Alexander, Kelly Sheehan et Bonnie McKee. How We Do (Party) emprunte les paroles de la chanson Party and Bullshit (1993) du rappeur américain Notorious B.I.G.. La chanson est produite par The Runners et The Monarch. Le single se classe dans le top 10 en Nouvelle-Zélande.

## Liste des pistes
- Téléchargement numérique[1]

1. How We Do (Party) – 4:06

## Classement par pays
| Classement (2012)                           | Meilleure position |
| ------------------------------------------- | ------------------ |
| Nouvelle-Zélande (RMNZ)                     | 8                  |
| Royaume-Uni (UK Singles Chart)              | 1                  |
| États-Unis Pop Songs (Billboard)            | 30                 |
| États-Unis Hot Dance Club Songs (Billboard) | 29                 |

## Historique de sortie
| Pays             | Date          | Format                                        | Label                        |
| ---------------- | ------------- | --------------------------------------------- | ---------------------------- |
| Nouvelle-Zélande | 20 mars 2012  | Téléchargement numérique                      | Roc Nation, Columbia Records |
| États-Unis       | 20 mars 2012, | Téléchargement numérique                      | Roc Nation, Columbia Records |
| États-Unis       | 24 avril 2012 | Radios (Top 40/Mainstream and Rhythmic radio) | Roc Nation, Columbia Records |